# Wupper
Die Wupper ist ein Fluss in Nordrhein-Westfalen (Deutschland), der als Wipper bei der Marienheider Ortschaft Börlinghausen an der Grenze zu Meinerzhagen im Oberbergischen Kreis entspringt und in der Stadt Leverkusen zwischen den Stadtteilen Wiesdorf und Rheindorf nach 117 Kilometern Flussstrecke und gut 400 Höhenmetern (mittleres Gefälle liegt bei 0,4 %) in den Rhein mündet. Dort beträgt der mittlere Abfluss gut 17 m³/s. Die Wupper ist der längste Fluss der Region Bergisches Land.

## Etymologie

### Wupper
Der Name Wipper/Wupper leitet sich nach einer geläufigen – wenngleich nicht unumstrittenen – Deutung vom Wippen des Wassers über die Steine im Bach bzw. Flussbett her, bedeutet also sich schnell bewegendes Wasser, was auf den sehr schnellen Mittelgebirgsfluss zutrifft. Diese Deutung wird hergeleitet aus der germanischen Wortwurzel für „schwingen“, „drehen“, „schwanken“, „hin und herbewegen“, „hüpfen“, „springen“, „wogen“. Dazu das altdeutsche Wort „uipparaha“, was so viel wie „singender, springender Fluss“ heißt.
Elfriede Ulbricht sah hier eine Herkunft aus dem mittelniederdeutschen, niederländischen bzw. mittelenglischen Wippen. Demnach ist der Flussname in Deutschland 15-mal belegt, auch in Abwandlungen wie Wipfer. Das Grundwort war ursprünglich aha (eine Variante des -au). Dieses wurde im späten 10. Jahrhundert der Schwächung auf -a und im frühen 11. Jahrhundert auf -e unterworfen und verschwand danach völlig bei der Wipper. Bei anderen Flüssen dieses Namens erhielt sich das -a oder -e. Der Name würde sich also aus drehen, drehende, schwingende Bewegung und Wasser (im Sinne von Fließgewässer) zusammensetzen.
Nach einer ebenfalls umstrittenen Theorie von Hans Krahe stammt der Name aus noch älterer Zeit. Wip bezeichnet demnach im Kelto-Ligurischen ein Sumpfgelände. Die Endung -ara steht dabei für eine weibliche Bezeichnung für einen Fluss, wie sie unter anderem bei Visara/Wisera (Weser) und eben hier mit Wipra/Wippera (Fluss, der aus einem Sumpf kommt) zu Grunde liegen soll.
Eine der geläufigen Bedeutung entsprechende Bezeichnung nahmen Felix Solmsen und Ernst Fraenkel an, sahen die Wurzel des Namens aber mit indogermanischen Ursprung und übersetzen den Flussnamen als die Hüpfende.
Laut Wilhelm Sturmfels könnte Wipper ein Wort für Fluss sein, was seiner Ansicht nach durch das Vorkommen von zahlreichen weiteren Fließgewässern mit dem Namen Wipper (unter anderem Wipper (Unstrut), Wipper (Saale), Wieprza), aber auch in verschliffener Form Iper in Belgien oder spanische Iber-us (Ebro) im mitteleuropäischen Raum belegt würde.

### Wipper
In der heutigen Zeit wird der Name Wipper noch für den oberen Teil der Wupper verwendet, wobei zwei unterschiedliche Stellen, an denen der Name wechselt, genutzt werden. Im Gewässerverzeichnis NRW werden dazu keine Angaben gemacht. Übersichtskarten zeigen häufig den Beginn der Bezeichnung Wupper ab der Kerspemündung bei Ohl, wie es der Wupperverband bestimmt hat. Auf anderen Karten wird der Begriff Wipper noch bis Leiersmühle, also dort, wo die der Stadt Wipperfürth namensgebende Furt über die Wupper ist, genutzt. Nach Einschätzung des örtlichen Heimatvereins ist dies auch die richtige Stelle.

## Geographie

### Verlauf
Das Quellgebiet mit den 37 Quellen der Wupper befindet sich in einem Feuchthochmoor bei Marienheide-Börlinghausen nahe der Stadtgrenze zu Meinerzhagen. Es wurde 1968 zur Erhaltung, Wiederherstellung und Entwicklung eines wertvollen Quellmoores und zur Bewahrung und Entwicklung von Lebensstätten bedrohter Tier- und Pflanzenarten in dem 3,48 ha großen Naturschutzgebiet Quellgebiet der Wupper (Kennung: GM-004, CDDA-Code: 82351) unter Naturschutz gestellt. Zahlreiche weitere Flussabschnitte bis zur Mündung sind ebenfalls naturgeschützt.
Die umfasste „offizielle Quelle“ in Börlinghausen mit dem dort aufgestellten Gedenkstein wird dagegen hauptsächlich von einem künstlich angelegten Seitenkanal des Bachs hinter dem Zusammenfluss der 37 eigentlichen Quellen gespeist und fließt anschließend aus dem „Quelltopf“ wieder dem Fluss zu.
Die Wupper verläuft mit einem nach Norden ausholenden Bogen, Wupperviereck genannt, von Ost nach West. Sie durchfließt die Städte und Gemeinden Marienheide, Wipperfürth, Hückeswagen, Radevormwald, Wuppertal, Remscheid, Solingen und Leichlingen, bis sie in Leverkusen in den Rhein mündet. Für Kierspe, Ennepetal und Schwelm bildet der Fluss auf kurzer Strecke die Stadtgrenze. Die Wupper wird von fast 200 Brücken überquert, von denen 90 in Wuppertal liegen.

### Zuflüsse
Längster Nebenfluss ist die Dhünn, die in Leverkusen unterhalb des Pegels Opladen linksseitig in die Wupper mündet. Nach alten Karten gab es früher offenbar einen zweiten Arm der Dhünn, der in den Rhein mündete. Der Arm zur Wupper wurde im 19. Jahrhundert um wenige Meter umgelegt. Seitdem existiert der Zufluss zum Rhein nicht mehr. Das Einzugsgebiet umfasst 813 km² mit rund 2300 Kilometer Fließgewässern. In diesem Einzugsgebiet leben rund 900.000 Menschen.
Für eine schematische Darstellung siehe auch: Wupper/Fließdiagramm

### Naturräumliche Gliederung
Die naturräumliche Feingliederung des ehemaligen Instituts für Landeskunde teilte den Lauf der Wupper wie folgt auf:
- 338.3 Wipperquellgebiet

Das Wipperquellgebiet umfasst das Quellgebiet und den Oberlauf der Wipper mit ihrem Einzugsgebiet bis Wipperfürth-Ohl. Auch die Brucher Talsperre und die Lingesetalsperre liegen im Naturraum.
- 338.12 Wippermulde

Die Wippermulde umfasst das kastenförmige Tal der Wupper zwischen Wipperfürth-Ohl und Hückeswagen (Ortszentrum).
- 338.11 Östliches Wupperengtal

Das östliche Wupperengtal umfasst das mäandernde Engtal der Wupper zwischen Hückeswagen und Wuppertal-Oberbarmen. Mit der Wuppertalsperre, der Stauanlage Dahlhausen und dem Beyenburger Stausee befinden sich drei Aufstaue der Wupper im Naturraum.
- 337133 Barmer Kalksenke innerhalb der Wuppertaler Senke (33713)

In der Barmer Kalksenke befindet sich das Zentrum des Wuppertaler Ortsteils Barmen.
- 337134 Hardtschieferrücken innerhalb der Wuppertaler Senke

Der Hardtschieferrücken trennt die Barmer Kalksenke von der Elberfelder Kalksenke.
- 337135 Elberfelder Kalksenke innerhalb der Wuppertaler Senke

In der Elberfelder Kalksenke befindet sich das Zentrum des Wuppertaler Ortsteils Elberfeld.
- 337136 Nützenberger Querriegel innerhalb der Wuppertaler Senke

Der Nützenberger Querriegel, ein Durchbruch der Wupper, trennt die Elberfelder Kalksenke von dem Sonnborner Kalkgebiet (337137).
- 338.03 Westliches Wupperengtal

Das westliche Wupperengtal umfasst das mäandernde Engtal der Wupper zwischen Wuppertal-Sonnborn und Solingen-Burg an der Wupper.
- 338.05 Unteres Wuppertal

Das untere Wuppertal umfasst das V-förmige Tal der Wupper zwischen Solingen-Burg an der Wupper und Leichlingen-Balken.
- 550.11 Wuppertalmündung

Die Wuppertalmündung bezeichnet den Austritt der Wupper aus dem Rheinischen Schiefergebirge in die Rheinebene bei Leverkusen-Opladen.
- 551.21 Dormagener Rheinaue

Die Mündung der Wupper in den Rhein.

### Stauseen
Zuständig für die Stau- und Fließgewässer sowie das Abwassermanagement im Einzugsbereich der Wupper ist der Wupperverband.
Der Fluss wird an vier Stellen großflächig aufgestaut: Die seit den 1950er Jahren geplante, ab 1982 gebaute und 1989 in Betrieb genommene Wuppertalsperre befindet sich genau im Städtedreieck Remscheid/Hückeswagen/Radevormwald und dient dem Hochwasserschutz und der Niedrigwassererhöhung. Sie umfasst einen Speicherraum von 25,9 Millionen Kubikmeter.
Die gleiche Funktion erfüllt der kleinere Beyenburger Stausee, eine Aufstauung der Wupper in Wuppertal-Beyenburg. Der Stromgewinnung dient die Staustufe Radevormwald-Dahlhausen. Ein historisches Modell einer alten Stauklappe wird an zentraler Stelle des Ortes mit einer Informationstafel erläutert. Der Ausgleichweiher Leiersmühle ist die kleinste der vier Wupper-Talsperren und dient heute als Biotop hauptsächlich dem Naturschutz. Aufgelassen wurde der Ausgleichweiher Buchenhofen.
Neben den vier größeren Stauseen befinden sich zahlreiche weitere aktiv genutzte und historische Stauwehre im Flusslauf, die vor allem der umfangreichen historischen wie derzeitigen Wasserkraftnutzung dienten.
Im Einzugsgebiet der Wupper befinden sich 15 weitere Talsperren, die direkt oder indirekt den Fluss speisen. Diese Dichte an Talsperren ist für einen Fluss dieser Länge ungewöhnlich.
- Bevertalsperre
- Brucher Talsperre
- Diepentaler Talsperre
- Eschbachtalsperre
- Große Dhünntalsperre
- Herbringhauser Talsperre
- Kerspetalsperre
- Lingesetalsperre
- Neyetalsperre
- Panzertalsperre
- Ronsdorfer Talsperre
- Schevelinger Talsperre
- Sengbachtalsperre
- Uelfetalsperre
- Untere Herbringhauser Talsperre
- Wuppertalsperre

## Flusshistorie
Die Existenz der Wupper lässt sich etwa 30 Mio. Jahre zurückverfolgen. Damals floss sie noch ins Meer, der Rhein existierte noch nicht. Seit etwa 800.000 Jahren zeigt sie ihren heutigen Verlauf.
Nach einer Sage traf vor langer Zeit ein Hunger leidender Zwergenkönig im Wald auf eine Frau, die für ihre Kinder Walderdbeeren sammelte. Die Frau zeigte Mitleid für den Zwerg und gab ihm von ihrer Erdbeerernte zu essen. Als Dank dafür steckte der Zwergenkönig seinen Zauberstab in die Erde, worauf eine Quelle entstand, die zum Ursprung der Wupper wurde.
Alte Urkunden aus dem Leichlinger Raum legen nahe, dass im Hochmittelalter der ganze Flusslauf Wipper genannt wurde. Im Laufe der Zeit finden sich mehrere Schreibweisen für den Flussnamen, so zum Beispiel Wipper, Wypper, Wepper, Wuepper oder Wopper, die ab dem 17. Jahrhundert sich zunehmend von Wipper in Richtung des abgetönten Namens „Wupper“ verfestigten.
Als Wipper gab der Fluss der Stadt Wipperfürth (als Wuepervurde erstmals erwähnt) ihren Namen. Dort befand sich an der Ortschaft Leiersmühle, als es noch keine Brücken gab, eine Furt zum Durchqueren des Flusses. Sie gehörte zu der Altstraße Köln–Wipperfürth–Soest, auch als Heerweg bezeichnet (vergl. die Ortschaft Dievesherweg nördlich von Leiersmühle).
Für die Wipperfürther Ortsteile Wipperfeld und Wipperhof, ebenso die flussaufwärts gelegenen Ortschaften Nieder-, Bös-, Klas-, Schmitz- und Holzwipper war die Wipper namengebend. Trotzdem wird der Fluss (heute) bereits ab der Einmündung der Kerspe Wupper genannt. Als solche verlieh das Gewässer ursprünglich nur zwei Siedlungen den Namen, nämlich dem Leichlinger Ortsteil Wupperhof und dem Barmer Stadtteil Wupperfeld. 1930 wurde die erst 1929 entstandene Stadt Barmen-Elberfeld in Wuppertal umbenannt. Die Form Wipper gab vermutlich auch den Ortschaften Wippe, Wipperaue und Wipperkotten (alle Solingen) ihren Namen, jedoch hat dies laut der unbelegten Meinung von Fritz Hinrichs nichts mit der Wupper zu tun, sondern mit dem ebenfalls „wippenden“ Nebenfluss Weinsberger Bach, der am Wipperkotten in die Wupper mündet.
Aufgrund der felsigen und steilen Wupperufer in einem teilweise recht engen Flussbett, das tief in die Hochebene des Bergischen Landes eingeschnitten ist, sowie der eher schlechten Böden und des regenreichen Klimas kam es erst ab dem Frühmittelalter zu einer nennenswerten Besiedlung des Wupperraumes. Im Mittelalter spielte der Fluss vor allem als Fischereigewässer eine wichtige Rolle für die Anwohner.
Für die wirtschaftliche Entwicklung des Bergischen Landes ist die Wupper seit der Neuzeit grundlegend gewesen, da ihr Wasser entweder zum Bleichen von Garnen und Tuchen (Barmen und Elberfeld) oder als Antriebskraft für Turbinen und ober- bzw. unterschlächtige Wasserräder zum Beispiel in Schleifkotten zur Metallbearbeitung genutzt wurde. Seit dem 19. Jahrhundert wurde sie zudem als Kühlwasserreservoir für die sich entfaltende chemische Industrie eingesetzt (Bayer-Werke in Wuppertal-Elberfeld).
Die Wupper mündete früher an der Schiffbrücke Wuppermündung gegenüber von Kasselberg in den Rhein. In den 1970er Jahren wurde die Mündung schließlich einige 100 Meter nach Norden verlegt, um Platz für eine Deponie der Bayer AG zu schaffen.

## Umwelt

### Wasserqualität
Die Wassertemperatur der Oberen Wupper (Wipper) beträgt im Sommer 13 bis 18 °C und im Winter 3 bis 6 °C. Die untere Wupper ist jeweils etwa 2 bis 5 °C wärmer.
Weil der Fluss bereits mit Beginn der Industrialisierung zur Abwasserentsorgung genutzt wurde, verkam er sehr schnell zur Kloake. Vor allem die Abwässer von Färbereien und anderen chemischen Industrien töteten nahezu alles Leben im Fluss. 1914 sagte Erich Hasenclever: „Jegliches Leben in der Wupper ist unmöglich. Dieser Fluss ist reines Gift.“ Und der sozialdemokratische Reichstagsabgeordnete des Wahlkreises Düsseldorf 3 (Landkreis Solingen), Philipp Scheidemann, sagte in einer Rede am 8. Februar 1904: „Die Wupper ist tatsächlich so schwarz, dass, wenn sie einen Nationalliberalen darin untertauchen, sie ihn als Zentrumsmann wieder herausziehen können.“ Wie man zahlreichen historischen Beschreibungen entnehmen kann, schillerte das Wupperwasser aufgrund der Einleitung von Abwässern der Textilfärbung in Wuppertal jahrzehntelang in bunten Farben bis hin zu einem tiefen Dunkelrot. Neben Elbe und Rhein war die Wupper Anfang der 1970er Jahre einer der am stärksten verschmutzten Flüsse Europas (in Westdeutschland Platz 2 hinter der Emscher), was im Sommer auch deutlich zu riechen war. In den im Stadtgebiet von Leichlingen direkt an den Fluss grenzenden Schulen wurde der Unterricht daher regelmäßig abgebrochen, was man seinerzeit als „stinkefrei“ bezeichnete. Anekdote: In den 1960ern lernten bergische Kinder in der Grundschule, die Wupper sei der „fleißigste“ Fluss Europas, weil er – im Verhältnis zu seiner Größe – am meisten Schmutzfracht abtransportiere.
Ein umfangreiches Wasserschutzprogramm mittels zahlreicher Klärwerke und das Umdenken in der Industrie förderte die Wasserqualität nachhaltig, so dass nun wieder in der Wupper gefischt werden kann. Bemerkenswert ist zum Beispiel, dass sich in der Industriestadt Wuppertal mehrere Graureiherpärchen angesiedelt haben – unter anderem dort, wo die Wupper unter der Schwebebahn direkt neben den Bayer-Werken fließt. Auch Kormorane leben dort.

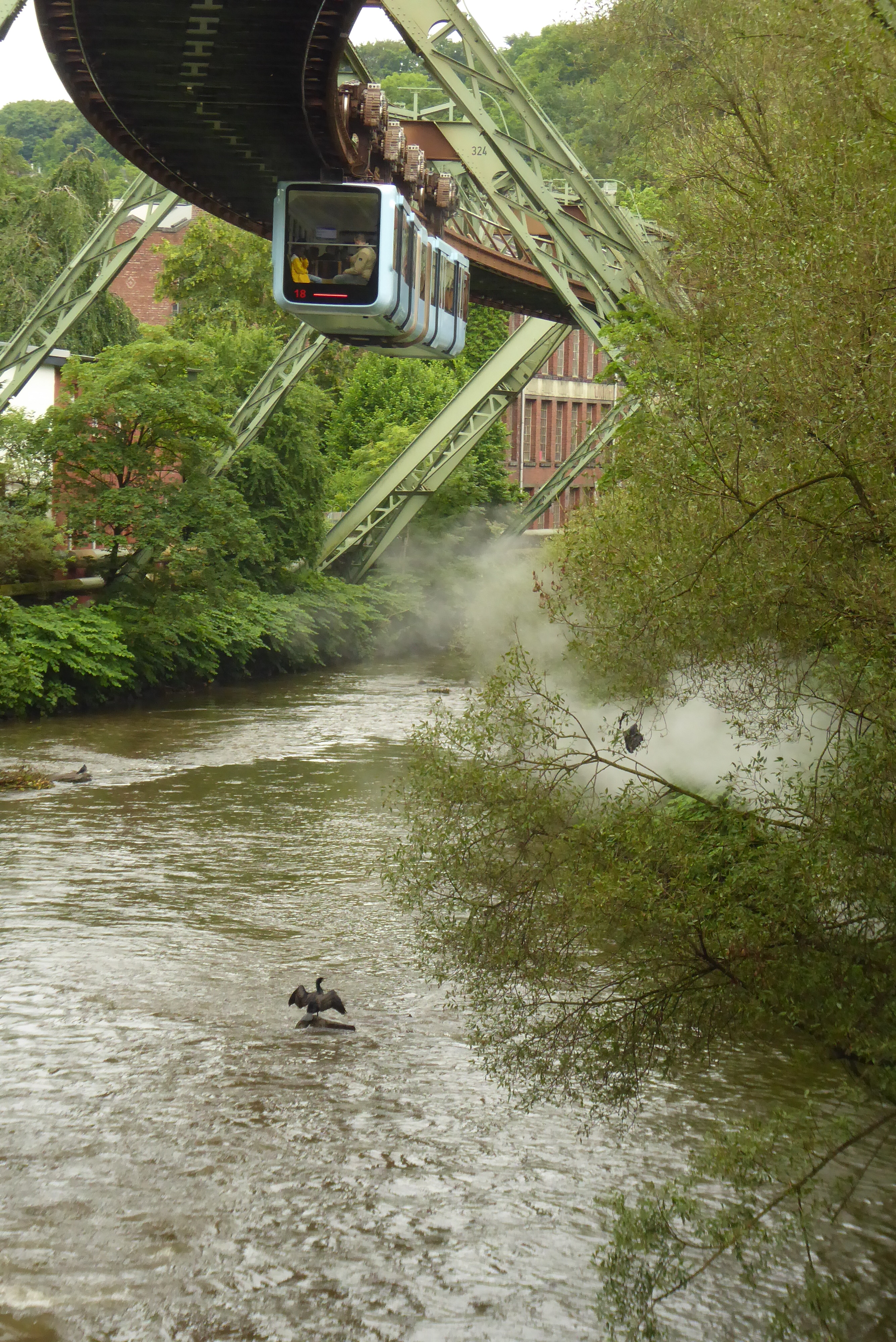
Kormoran unter der Schwebebahn

Gewässergüte: II (mäßig belastet), II–III (kritisch belastet) und III (stark verschmutzt); zuständige Behörde: Staatliches Umweltamt Düsseldorf, Stand: 2003.

### Umweltschutz
Seit der Klärung der Abwässer hat ein deutlicher Bewusstseinswandel stattgefunden: Die Menschen an der Wupper setzen sich vermehrt für den Schutz und die Pflege des Gewässers ein. Das zeigt sich an den großen Teilnehmerzahlen der regelmäßig stattfindenden Entmüllungsaktionen einiger Städte, aber auch an der Akzeptanz verschiedener Renaturierungsmaßnahmen im Flussbett, z. B. im Bereich der Kohlfurther Brücke. Große Teile naturnaher, flussbegleitender Landschaften an der Wupper stehen heute unter Naturschutz oder sind als FFH-Gebiet ausgewiesen.

### Lebewesen

#### Fauna
Die Fischfauna der Wupper gliedert sich wie bei deutschen Mittelgebirgsflüssen typisch in drei Abschnitte. Von der Quelle bis Rönsahl spricht man von der Forellenregion, die von Groppen, Bachschmerlen, Elritzen und Bachneunaugen begleitet wird. Hier ist das Wasser sehr weich, nährstoffarm und sauerstoffhaltig. Daran schließt sich flussabwärts bis etwa Leichlingen (Rheinland) die Äschenregion an, in der zudem Döbel, Bachforellen, Nase, Hasel und Lachse vorkommen. Der letzte Abschnitt bis zum Rhein gehört zur Barbenregion mit Hecht, Flussbarsch, Lachs und Meerforelle in trübem, sauerstoffarmem Wasser. Dieser natürliche Fischbesatz fand sich bis ins 18. Jahrhundert. Nach seinem völligen Verschwinden durch die enorme Verschmutzung während der Industrialisierung versucht man seit dem letzten Drittel des 20. Jahrhunderts die ursprüngliche Fischfauna wiederherzustellen. Mittlerweile zählt man z. B. für Remscheid, das über eine ganze Reihe von Nebengewässern und Zuläufen der Wupper verfügt, wieder 27 verschiedene Fischarten.
Besondere Arten der typischen Vogelfauna der kollinen Buchenwälder an der Wupper sind Eisvogel, Wasseramsel, Schwarzspecht (in Altwäldern), Schwarzstorch (im Oberlauf), Uhu (wieder eingebürgert) sowie Möwen, Graureiher und Kormorane, die wieder bis ins Stadtgebiet von Wuppertal vorgedrungen sind.
Der ursprünglich in der Wupper heimische Edelkrebs wurde durch den vom Menschen eingesetzten amerikanischen Signalkrebs komplett ausgerottet, da der Neubürger die Krebspest übertrug, an der der heimische Krebs zugrunde ging. Edelkrebse finden sich nur noch in einigen isolierten Nebenbächen.
Bei den Säugetieren kommen neben den „klassischen“ Arten Reh, Wildschwein, Rotfuchs, Dachs, Marder, Eichhörnchen, Biber und anderen einige „Neubürger“ wie der Marderhund aus Asien, der Waschbär und der Bisam aus Nordamerika oder die ähnliche Nutria aus Südamerika vor.

#### Flora
Schon im eigentlichen Quellgebiet, ein ganzes Stück entfernt von der „offiziellen“ Wipperquelle, ist die Pflanzenwelt vielschichtig. Dort, wo etwa 30 Quelltöpfe ein Sumpfgebiet bilden, aus dem sich der Oberlauf des Flusses formt, gibt es Vorkommen von Sumpforchideen.
Der gesamte Flusslauf wird in großen Teilen von Balsaminen, wie dem Drüsigen Springkraut, gesäumt, wegen Form und Farbe im Volksmund „Wupperorchideen“ genannt. Wie der Japanische Staudenknöterich oder der Riesen-Bärenklau, die ebenfalls in großen, flächendeckenden Beständen an der Wupper auftreten, sind sie Neophyten (nicht heimische Pflanzen).

## Sehenswürdigkeiten und Bauwerke

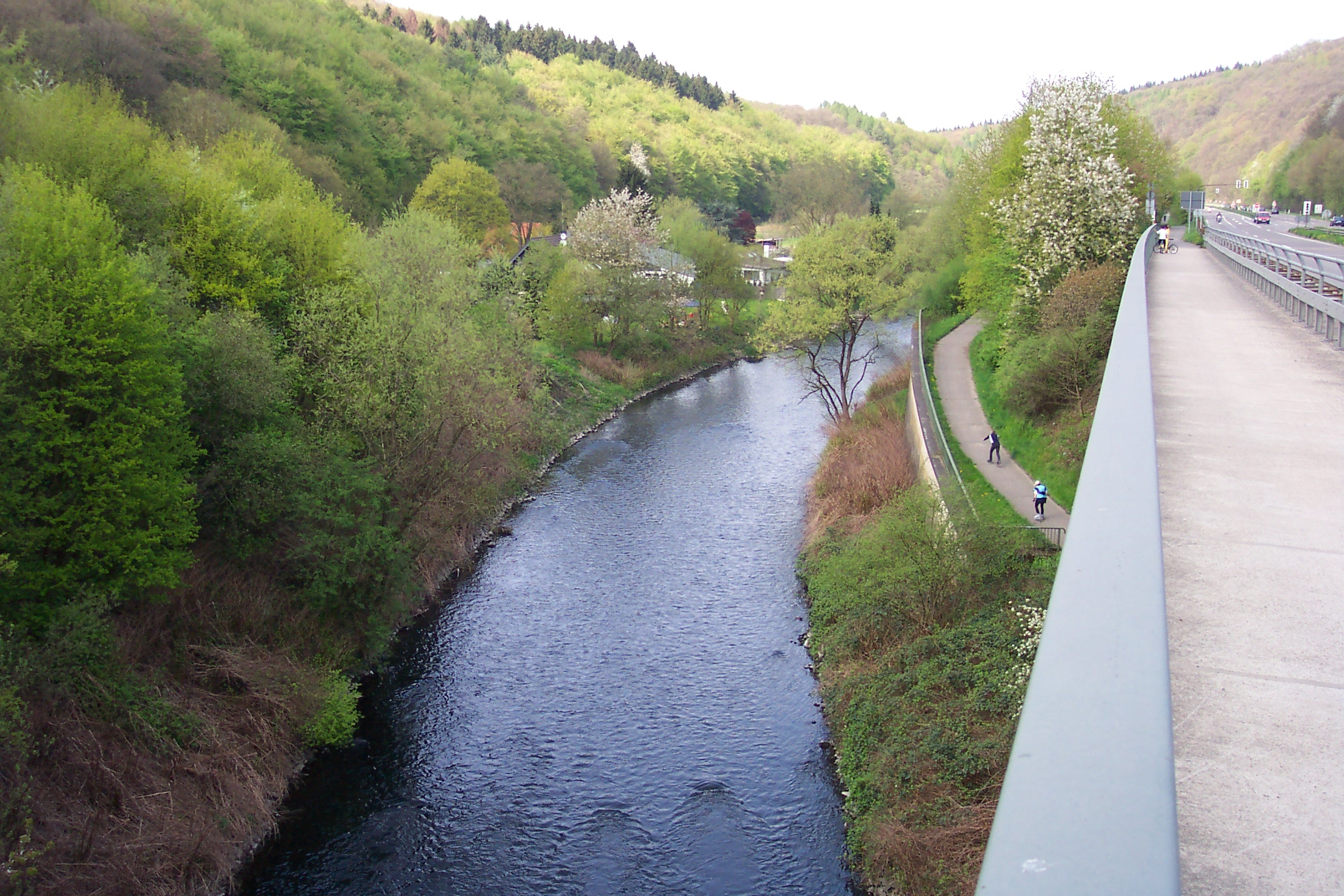
Die Wupper in der Nähe vom Ketzberger Bach (Kohlfurth), rechts die Landesstraße 74

- Die höchste Eisenbahnbrücke Deutschlands, die Müngstener Brücke, überspannt die Wupper zwischen Solingen und Remscheid.
- Die Wuppertaler Schwebebahn, die im Wuppertaler Stadtgebiet auf einer Länge von, je nach Messung, 10,5[24] oder 10,6[25] Kilometern über dem Fluss verkehrt. Die durchschnittliche Höhe der Schienenoberkante über dem normalen Pegel des Flusses betrgt dabei zwölf bis 14 Meter,[26] einer anderen Quelle zufolge sind es sogar 14 bis 16 Meter.[25]
- An der Kohlfurther Brücke im Wuppertaler Ortsteil Kohlfurth richtete der Bergischen Museumsbahnen e. V. in der Nähe des Flusses das Bergische Straßenbahnmuseum ein. Die historischen elektrischen Bahnen verkehren an Wochenenden zwischen Kohlfurth und Wuppertal-Cronenberg.
- Im Solinger Stadtteil Burg befindet sich auf einer Erhebung oberhalb des Flusses die Burganlage Schloss Burg, nach Burg Berge der zweite Stammsitz der Grafen und Herzöge von Berg.
- Hier befindet sich ferner die Seilbahn Burg.
- Tony Cragg schuf die Skulptur Lebensader Wupper.
- Am 21. Mai 2005 wurde vom Sauerländischen Gebirgsverein und vom Wupperverband der Wupperweg, ein Wanderweg von der Quelle in Marienheide-Börlinghausen bis zu der Mündung nach Leverkusen-Rheindorf eröffnet. Er hat eine Länge von 125 Kilometern.

## Redewendung „Über die Wupper gehen“

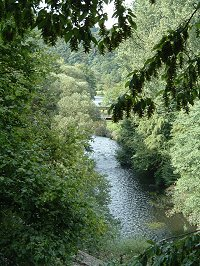
Verlauf der Wupper in Radevormwald-Dahlerau

Die Redewendung Über die Wupper gehen hat mehrere Bedeutungen:
Zum einen bedeutet sie, dass etwas oder jemand, analog zur Redewendung über den Jordan gehen, verschwindet oder stirbt. Dies basiert dem Volksmund nach auf dem früheren Todestrakt eines Wuppertaler Gefängnisses. Dieser lag aus Sicht des sich seit 1854 auf einer Wupperinsel (genannt Gerichtsinsel oder Eiland) befindlichen Wuppertaler Landgerichts auf der anderen Flussseite und war nur über eine Brücke zu erreichen. Wenn ein Schwerverbrecher hingerichtet werden sollte, musste er somit über die Wupper gehen.
Eine weitere Bedeutung der Redewendung ist der Bankrott: Das Wuppertaler Amtsgericht befindet sich ebenfalls auf der Gerichtsinsel inmitten der Wupper. Wer also Insolvenz anmeldet, muss – auf welcher Seite der Wupper er auch immer wohnt – über die Wupper gehen, um zum zuständigen Gericht zu kommen.
Die wahrscheinlichste Deutung ist aber folgende: In der ersten Hälfte des 18. Jahrhunderts bildete der östliche Wupperverlauf die Grenze zwischen der an Preußen übergegangenen Grafschaft Mark und dem Herzogtum Berg. Der preußische König Friedrich Wilhelm I. (oft als „Soldatenkönig“ bezeichnet) schickte seine Zwangsrekrutierer auch in diese entlegene Provinz. Um den Werbern zu entkommen, flüchteten die jungen Männer über den Fluss nach Berg – „sie gingen über die Wupper“ ins nahe Exil. Diese Abwanderung hinterließ deutliche Spuren in der Demografie und Ökonomie beiderseits des Flusses. Während im bergischen Barmen durch den Zuwachs an leistungsfähigen Arbeitskräften die Industrie spürbar prosperierte, folgte im märkischen Schwelm ein wirtschaftlicher Niedergang.

## Dokumentarfilm
- Sigurd Tesche: Die Wupper – Amazonas im Bergischen Land[28][29]